# Burgués bohemio

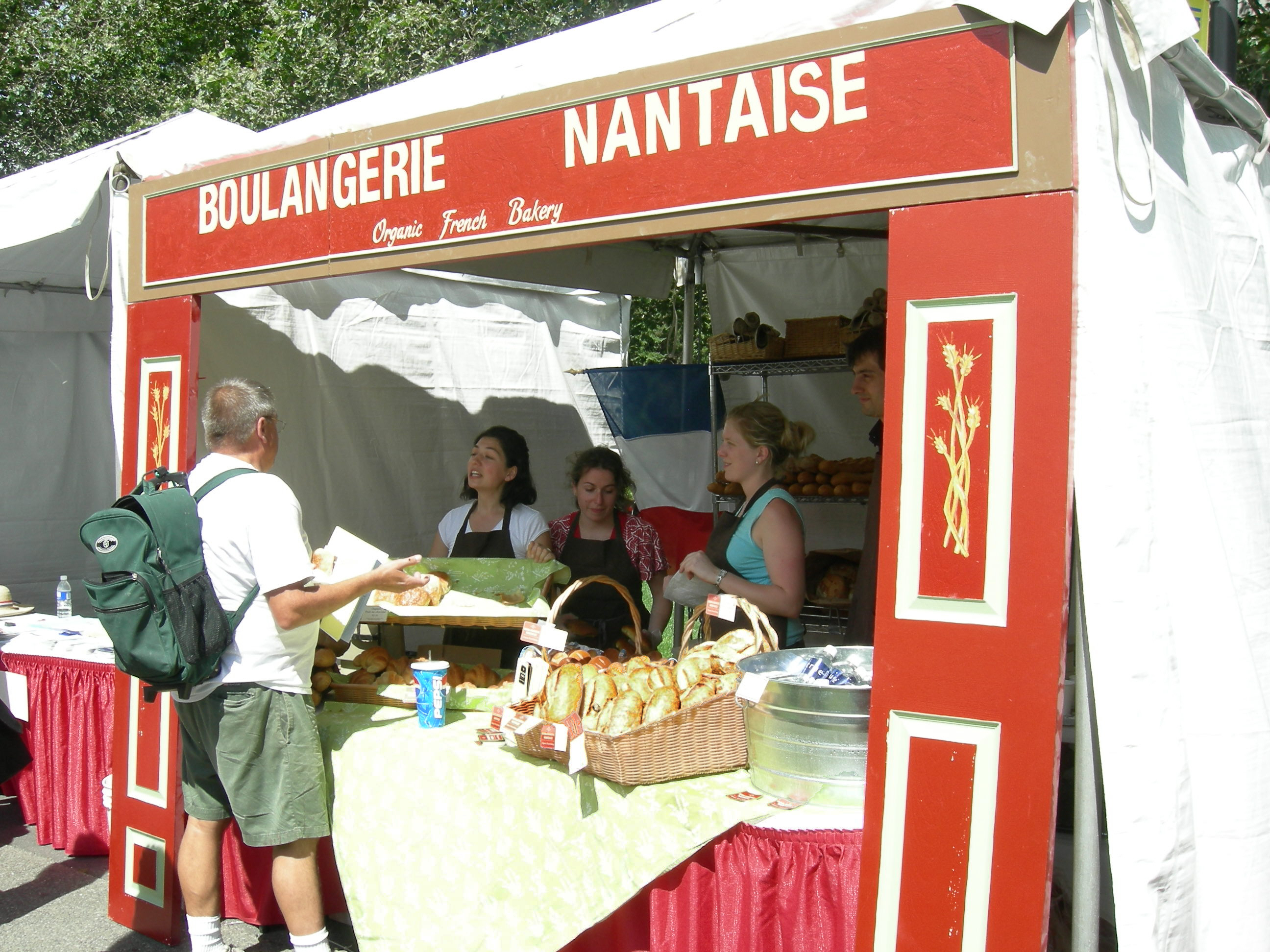
Las élites educadas imponen formas sofisticadas de consumo masivo a partir de finales del, a la vez burguesas y bohemias, cuyas nota característica suele ser la preferencia por los productos exóticos, orgánicos o elaborados artesanalmente.

Burgués bohemio (o Bobó, del término originario inglés bourgeois bohemian, derivado de la expresión francesa de 1885 bourgeois bohème) es una clasificación sociológica informal que describe a los miembros de un grupo social ascendente en la era de las nuevas tecnologías, caracterizado por su pertenencia funcional al capitalismo (empresarios y empleados de grandes compañías) junto con sus valores asociales "bohemios" y hippies. Los burgueses bohemios del siglo XXI suelen ser personas muy jóvenes. En ocasiones, hijos de profesionales, funcionarios, pequeños empresarios y gente ligeramente acomodada, comprendida entre las clases medias y medias-altas de la sociedad. Este grupo, suele desarrollar su actividad en los centros de las ciudades, ya que es un punto común en el cual encontrarse, sobre todo, para aquellos que viven en zonas acomodadas de la periferia. Su gusto suele ser sofisticado, interesados por el arte, distintos géneros de música, y la adquisición de conocimiento mediante la meditación, la lectura y la indagación. Estos "nuevos burgueses bohemios", aspiran, por lo general a tener unas condiciones de vida y un futuro exitoso personal y económicamente para poder continuar con su actividad como colectivo social. 

## Origen y desarrollo del término
Burgués bohemio fue originalmente una noción de "sociología cómica" introducida en el libro Bobos in Paradise: The New Upper Class And How They Got There  (ISBN 0-684-85378-7 de la versión original  y ISBN 84-8450-949-4 de la edición en español  ) del periodista David Brooks, publicado originalmente en el 2000 (traducción al castellano de 2002). La contracción bo-bo es usada para describir a una categoría de personas conformistas pero tolerantes que consumen productos caros y exóticos. Bu-bo sería su traducción directa en español y los términos coloquiales «pijipi» o pijoprogre su equivalente más aproximado.
De acuerdo con Brooks, si en el siglo XIX iniciaron el movimiento bohemio contra el materialismo y la estética burguesas, esta nueva "clase social" pretendería fusionar ambas tradiciones. Pero si Marx identificaba a las clases sociales de acuerdo con su papel en la producción (propietarios de capital, proveedores de mano de obra), Brooks dice que los bu-bos se caracterizan por sus patrones de consumo.
Los burgueses bohemios son considerados como un transformación de algunos de los llamados yuppies, pues sofisticaron sus gustos, ampliaron sus horizontes culturales y trataron de eludir la acusación de ser consumistas frívolos. De acuerdo con Brooks, los burgueses bohemios se caracterizan por mezclar el idealismo liberal de los años 70 y el egoísmo individualista de los 80, así como por sentirse culpables de consumir de manera frívola (por lo que prefieren productos exóticos importados, del llamado comercio justo u orgánicos).
En Francia, de acuerdo con Pierre Merle, la noción de "burgués bohemio" apareció el 15 de junio del 2000 en un artículo de la revista Courrier international . La palabra tiene en ese país un sentido peyorativo que designa a un tipo de conformista: gente adinerada, normalmente parisina, políticamente correcta, simpatizante -en general- de la izquierda ecologista y de íconos revolucionarios como el Che Guevara o el Mayo del 68. El cantante francés Renaud compuso e interpreta una canción dedicada a los bobós (bourgeois bohèmes) que reproduce los estereotipos que les son asociados en ese país europeo (escuchar).
En Francia se encontró también en Bel-Ami, de Guy de Maupassant, en 1885: Ce fut elle alors qui lui serra la main très fort, très longtemps; et il se sentit remué par cet aveu silencieux, repris d'un brusque béguin pour cette petite bourgeoise bohème et bon enfant qui l'aimait vraiment, peut-être.
Los burgueses bohemios disfrutan de una vida bohemia sin las preocupaciones económicas que tienen artistas y "verdaderos" bohemios. Viven en barrios chic del centro de las ciudades (como el barrio du Marais en París, Chamberí en Madrid o la Colonia Condesa en México, D.F.). También se les atribuye la gentrificación de barrios populares cuando estos se vuelven a poner de moda.